# ZAO
ZAO是陌陌公司于2019年推出的基于人工智能和Deepfake技术开发的社交应用程序，以“换脸”为特点，用户上传其个人头像后即可制作表情包，也可以通过换脸的形式出演电影和电视节目片段。该应用程序一经发布即成为热门，但其隐私问题遭到用户的质疑。

## 概况
ZAO的第一版0.2版于2019年5月推出，后于同年8月初推出1.0版内测，8月30日推出正式版。该软件基于人工智能和Deepfake技术开发，用户上传其个人头像后即可制作表情包，也可以通过换脸的形式出演电影和电视节目片段。据彭博社报道，用户在使用该应用程序的过程中，会指导用户完成拍摄一系列照片的过程，要求用户张嘴和眨眼，以产生更真实的效果。ZAO具备较高的肖像权保护，用户需要通过人脸识别来证明照片里的面孔是本人才能分享到外部平台。对于公众人物则有特殊保护，必须自行通过手机拍摄来添加面孔，确认肖像权有效后才能使用。对于每张用户上传的未经肖像权验证的照片，则会有10次制作视频的机会。
根据《新京报》报道，ZAO的运营主体为长沙深度融合网络科技有限公司，由海南喵咖网络科技有限公司全资持有，而海南喵咖的股权归北京壹六零二信息技术有限公司全资所有，为陌陌的关联公司。其创始人为陌陌总裁、首席运营官王力。

## 反响
ZAO的正式版发布后旋即成为热门，在中国大陆区的App Store免费榜中登上榜首，同时在微信上的微信指数也在8月30日暴涨。由于iOS平台在短时间内搜索下载量较大，一度要求输入验证码才能下载。据ZAO官方微博解释，此为因苹果怀疑短时间下载量较大，有刷数据的可能。同时ZAO官方微博也表示，该公司共花700万元人民币租下服务器，但在上线第一晚即消耗三分之一。

### 争议
与同类应用程序FaceApp一样，该应用程序的涉嫌过度收集用户个人信息以及隐私安全方面的问题引发争议。根据ZAO的用户协议，用户同意“ZAO及其关联公司将按照本协议及《隐私政策》的规定收集、使用、存储、管理和保护您的用户信息与个人信息……您继续使用ZAO提供的服务将被视为接受”，同时，用户协议还规定“您同意或者确保实际权利人同意授予ZAO及其关联公司以及ZAO用户全球范围内完全免费、不可撤销、永久、可转授权和可再许可的权利，包括但不限于可以对用户内容进行全部或部分的修改与编辑”。不过有律师认为，用户隐私信息等权益给第三方使用，必须要有用户的明确授权，有网友質疑ZAO的用户协议是「霸王條款」。另外，ZAO在版权声明中提到“产品上存在的短视频和表情等素材，除了特别声明是ZAO跟合作方进行版权合作的之外，均来源于ZAO用户自发上传，ZAO不享有素材的商业版权”，但有律师表示可能存在侵犯他人肖像权以及版权的风险。另外有用户在微博评论称“ZAO存在刷脸支付安全隐患”，对此，蚂蚁金服于8月31日表示“换脸软件不管换得有多逼真，都是无法突破刷脸支付的”。蚂蚁金服还表示，部分用户在使用刷脸支付进入人脸识别后，还需要输入与账号绑定的手机号进行校验，因此进一步提高了安全性，还会通过安全风控策略确保账户安全。而在此之前，利用人工智能换脸技术制作淫秽视频的产业链在中国大陆普遍存在，且个人很难防范。根据2012年全国人民代表大会常务委员会通过的《全国人民代表大会常务委员会关于加强网络信息保护的决定》，公民的生物信息受法律保护。同时《中华人民共和国网络安全法》规定网络运营者不得违反法律、行政法规的规定和双方的约定收集、使用个人信息，并应当依照法律、行政法规的规定和与用户的约定，处理其保存的个人信息。
由于该应用程序的隐私争议，ZAO在中国大陆区的App Store評分從4.6分下降到1.9分，腾讯微信則在1日以“网页存在安全风险，被多人投诉，为维护绿色上网环境”为由，屏蔽ZAO的分享链接，用户在微信访问时会提示已停止访问。
9月1日，ZAO就此争议发表声明，称“我们十分理解大家对隐私问题的担忧。你们提的问题都已收到，考虑不周的地方我们会去改，需要一点时间。”其后ZAO在3日再次發布聲明，並回應称，ZAO“不會儲存個人面部生物識別特徵資料，至於換臉效果，是根據用戶提交的頭像照片，按照用戶選定的素材場景，通過後期技術疊加所實現的虛構圖像，並沒有採集任何個人生物識別特徵”，同时指出“我们非常理解大家对于隐私和安全问题的担忧，也很重视大家的各种反馈、意见和建议。我们第一时间对《用户协议》条款的文本进行彻底地梳理，对容易引发歧义的地方进行修改和调整。”
9月3日，中华人民共和国工业和信息化部网络安全管理局就ZAO近期发生的隐私问题，对北京陌陌科技有限公司相关负责人进行了问询约谈，要求自查整改。翌日ZAO表示“将严格按照法律法规和各主管部门的要求，按照更加严格的标准，全面加强内容管理、完善各项管理机制，确保用户个人信息安全和数据安全”。